# Miss Italia 1949
Miss Italia 1949 si svolse sempre a Stresa come le precedenti, in un'unica serata il 25 settembre 1949. Vinse la ventunenne Mariella Giampieri, della Provincia di Ancona. L'organizzazione fu diretta da Dino Villani.

## Risultati
| Risultato finale                                  | Concorrente                                           |
| ------------------------------------------------- | ----------------------------------------------------- |
| Miss Italia 1949                                  | - – Mariella Giampieri                                |
| 2ª classificata                                   | - – Bruna Rigo                                        |
| Top 5                                             | - – Maria Piazzai - – Mirella Ciotti - Laura Munerato |
| Miss Sorriso                                      | - – Paola Sasso                                       |
| "Premio speciale per la distinzione e l'eleganza" | - – Thea Pagnello                                     |

## Altre concorrenti
- Patrizia Mangano, sorella di Silvana in seguito anche lei attrice